# Kyle Rasmussen
Pour les articles homonymes, voir Rasmussen.
Kyle Rasmussen est un skieur alpin américain, né le 20 juin 1968 à Sonora, en Californie. Il compte deux victoires en Coupe du monde, à chaque fois en descente, et a participé trois fois aux Jeux olympiques d'hiver.

## Palmarès

### Jeux olympiques d'hiver
Kyle Rasmussen participe à trois éditions des Jeux olympiques d'hiver, aux Jeux d'Albertville en 1992, ceux de Lillehammer en 1994 et ceux de Nagano en 1998. Il y dispute six courses et obtient son meilleur résultat lors de la descente de Nagano avec une neuvième place.
| Épreuve / Édition | Albertville 1992 | Lillehammer 1994 | Nagano 1998 |
| ----------------- | ---------------- | ---------------- | ----------- |
| Descente          | 16e              | 11e              | 9e          |
| Super-G           | 17e              | -                | 13e         |
| Combiné           | 16e              | -                | -           |

### Championnats du monde
Kyle Rasmussen participe à une seule édition des championnats du monde de ski alpin, en 1996 à Sierra Nevada.
| Épreuve / Édition | Sierra-Nevada 1996 |
| ----------------- | ------------------ |
| Descente          | 14e                |
| Super-G           | 40e                |

### Coupe du monde
Au total, Kyle Rasmussen participe à 82 courses en Coupe du monde. Il compte trois podiums dont deux victoires en descente et une troisième place en super-G. Il obtient son meilleur classement général en 1995 en finissant au 17e rang, et se classe 6e du classement de la descente et 5e du classement du super-G cette même année,.

#### Différents classements en Coupe du monde
| Saison / Épreuve | Saison / Épreuve | Général | Général | Descente | Descente | Super-G | Super-G | Combiné | Combiné |
| ---------------- | ---------------- | ------- | ------- | -------- | -------- | ------- | ------- | ------- | ------- |
| Saison / Épreuve | Saison / Épreuve | Class.  | Points  | Class.   | Points   | Class.  | Points  |         |         |
| 1991             | 1991             | 91e     | 1       | 39e      | 1        | -       | -       | -       | -       |
| 1992             | 1992             | 72e     | 79      | 63e      | 3        | 37e     | 42      | 22e     | 34      |
| 1993             | 1993             | 102e    | 32      | -        | -        | 57e     | 8       | 21e     | 24      |
| 1994             | 1994             | 43e     | 185     | 29e      | 71       | 14e     | 114     | -       | -       |
| 1995             | 1995             | 17e     | 436     | 6e       | 288      | 5e      | 148     | -       | -       |
| 1996             | 1996             | 43e     | 188     | 18e      | 121      | 33e     | 31      | 12e     | 36      |
| 1997             | 1997             | 74e     | 65      | 28e      | 65       | -       | -       | -       | -       |
| 1998             | 1998             | 87e     | 37      | 37e      | 37       | -       | -       |         |         |

#### Détail des victoires
| Saison / Épreuve | Descente         | Total |
| 1995             | Wengen Kvitfjell | 2     |
| Total            | 2                | 2     |

#### Performances générales
| Résultat  | Descente | Super-G | Slalom géant | Slalom | Combiné | Total |
| --------- | -------- | ------- | ------------ | ------ | ------- | ----- |
| 1re place | 2        | -       | -            | -      | -       | 2     |
| 2e place  | -        | -       | -            | -      | -       | -     |
| 3e place  | -        | 1       | -            | -      | -       | 1     |
| Top 10    | 6        | 5       | -            | -      | 1       | 12    |
| Top 30    | 32       | 16      | 1            | -      | 3       | 52    |
| Autres    | 14       | 10      | 3            | 3      | -       | 30    |
| Départs   | 46       | 26      | 4            | 3      | 3       | 82    |